# Jørgen Andersen
Jørgen Marius Andersen, född 20 februari 1886, död 30 maj 1973, var en norsk gymnast.
Andersen tävlade för Norge vid olympiska sommarspelen 1912 i Stockholm, där han var med och tog brons i lagtävlingen i svenskt system. 
Vid olympiska sommarspelen 1920 i Antwerpen var Andersen med och tog silver i lagtävlingen i fritt system.